# Demodicoză

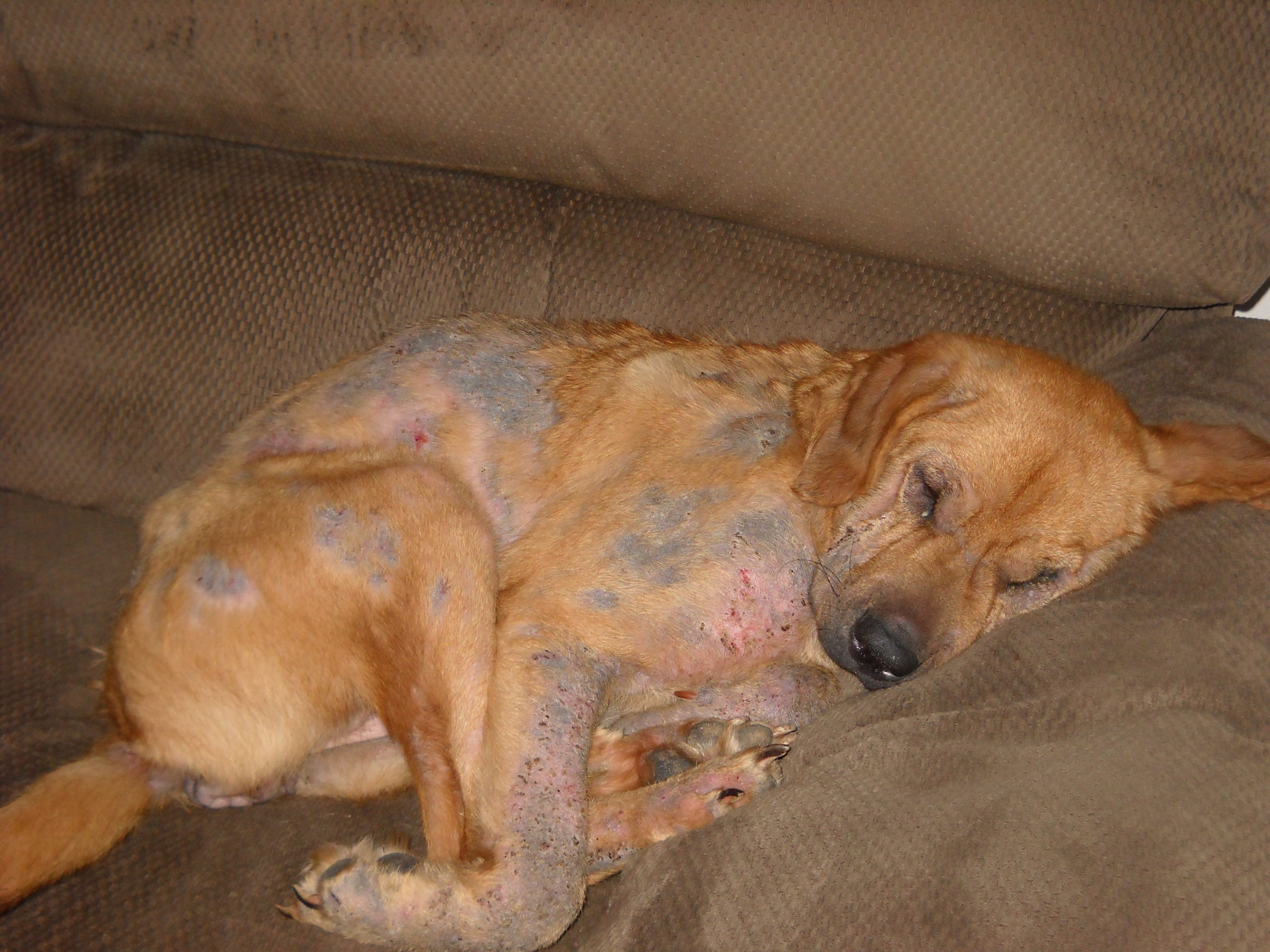
Câine cu demodicoză (râia roșie)

Demodicoza, numită și demodecidoză sau demodecie, este o acarioză a mamiferelor provocată de specii din genul Demodex, care se localizează la nivelul foliculilor piloși și al glandelor sebacee, putând determina diverse leziuni cutanate (erupții scuamoase, depilație). Speciile infestante de acarieni au specificitate față de specia infestată și nu se transmit de la o specie la alta.

## Demodicoza umană

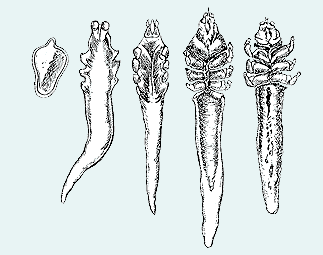
Demodex folliculorum

Speciile din genul Demodex care parazitează omul sunt: Demodex folliculorum (care parazitează foliculul pilos) și Demodex brevis (care parazitează glandele sebacee).
Demodicoza provocată de D. folliculorum este numită și pitiriazis folicular. Parazitul se localizează de predilecție în zonele cu secreție abundentă de sebum: nas și șanturi nazolabiale, frunte, obraji. Parazitul migrează de la un folicul la altul. Infestația este foarte răspândită și este de regulă asimptomatică. Atunci când paraziții se înmulțesc în exces pot apărea forme de boală clinic manifestă, cu eritem facial difuz, erupții scuamoase la nivelul foliculilor sau erupții papulo-pustuloase similare celor din acneea rozacee.

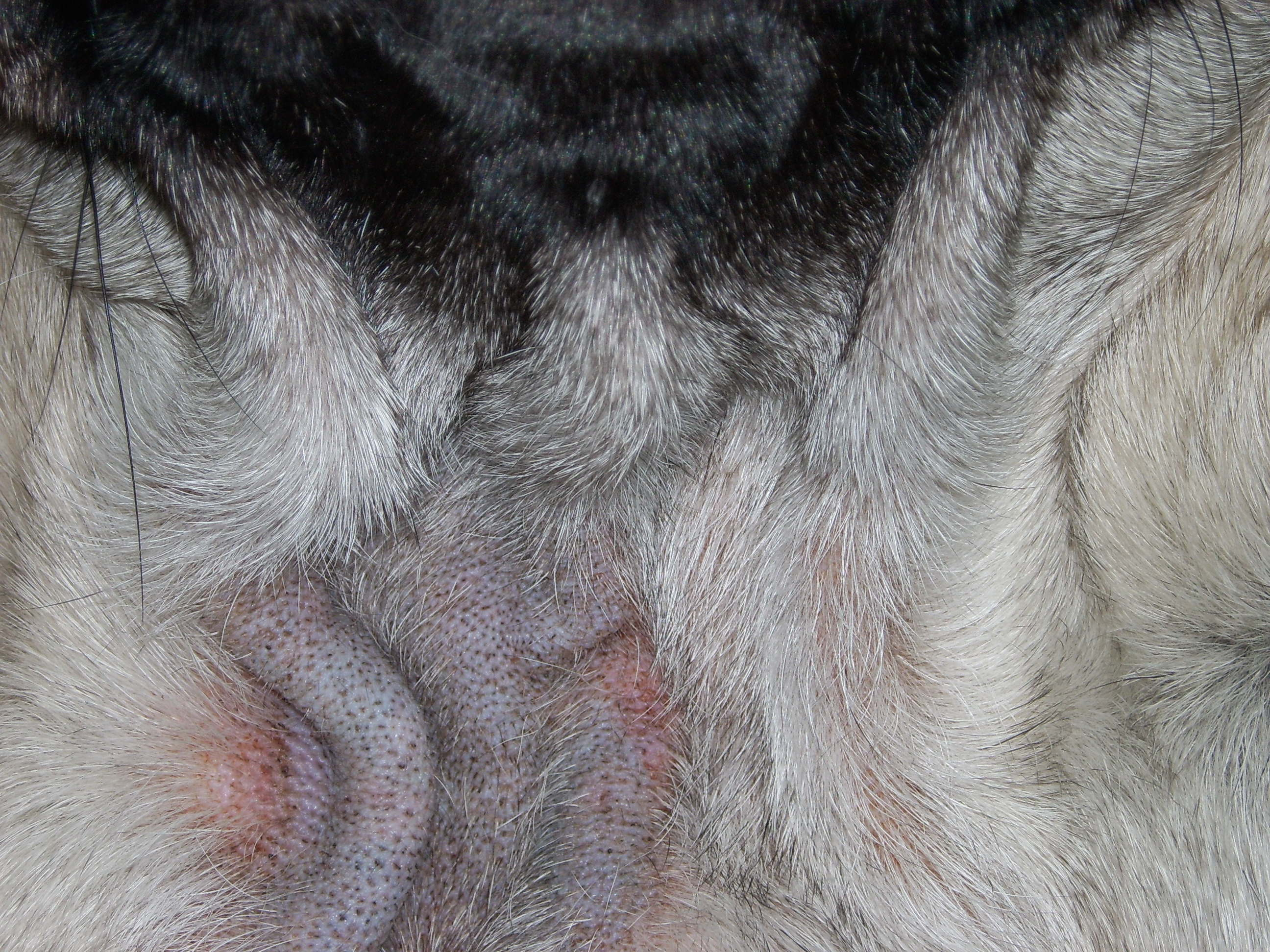
Demodicoză canină

## Demodicoza canină
Demodicoza canină, numită și râia roșie sau râia demodecică, este provocată de Demodex canis, care se transmite în cadrul speciei de la cățeaua care alăptează la puii săi, afectând în special animalele tinere (3-12 luni). Nu este transmisibilă la om.

## Demodicoza felină
Este o acarioză a pisicilor provocată de Demodex cati și D. gatoi, care se localizează la nivelul pielii și în canalul auricular. Boala manifestă este rară și apare la pisicile cu diverse tulburări metabolice. Se poate transmite de la o pisică la alta.